# Karoline Krüger
Karoline Krüger (Bergen, 13 februari 1970) is een Noors singer-songwriter en pianiste. Ze is getrouwd met de Noorse zanger Sigvart Dagsland. Ze verscheen voor het eerst op televisie toen ze 11 jaar was in het programma Halvsju.
Ze had haar doorbraak in 1988 toen ze de Melodi Grand Prix won met het lied For vår jord, ze nam deel aan het Eurovisiesongfestival 1988 in Dublin en bereikte er de 5de plaats. Later dat jaar bracht ze haar debuut-cd Fasetter uit.
Ze heeft onder meer de gedichten van de Noorse dichter André Bjerke op muziek gezet.
Begin 2023 deed Krüger mee aan het tv-programma Hver gang vi møtes, de Noorse variant van Beste Zangers.

## Discografie
- You Call It Love (single) (1988)
- Fasetter (1988)
- En gang i alles liv (1991)
- Fuglehjerte (1993)
- Den André historiën (1996)
- Sirkeldans (1999)
- De to stemmer (2004)